# Wilhelm Liebrecht
Wilhelm Liebrecht (* 24. März 1850 in Hannover; † 24. Februar 1925 in Hannover) war ein deutscher Jurist und Verwaltungsbeamter. Als Präsident der späteren Landesversicherungsanstalt Hannover engagierte Liebrecht sich sozialpolitisch unter anderem als Baurat für den Arbeiterwohnungsbau und die Wohnungsreform.

## Biografie
Liebrecht war der Sohn des Buchhalters Christian Daniel Liebrecht (* 1799) und der Johanne Henriette Auguste Friederike Liebrecht, geborene Spellerberg (* 1822).

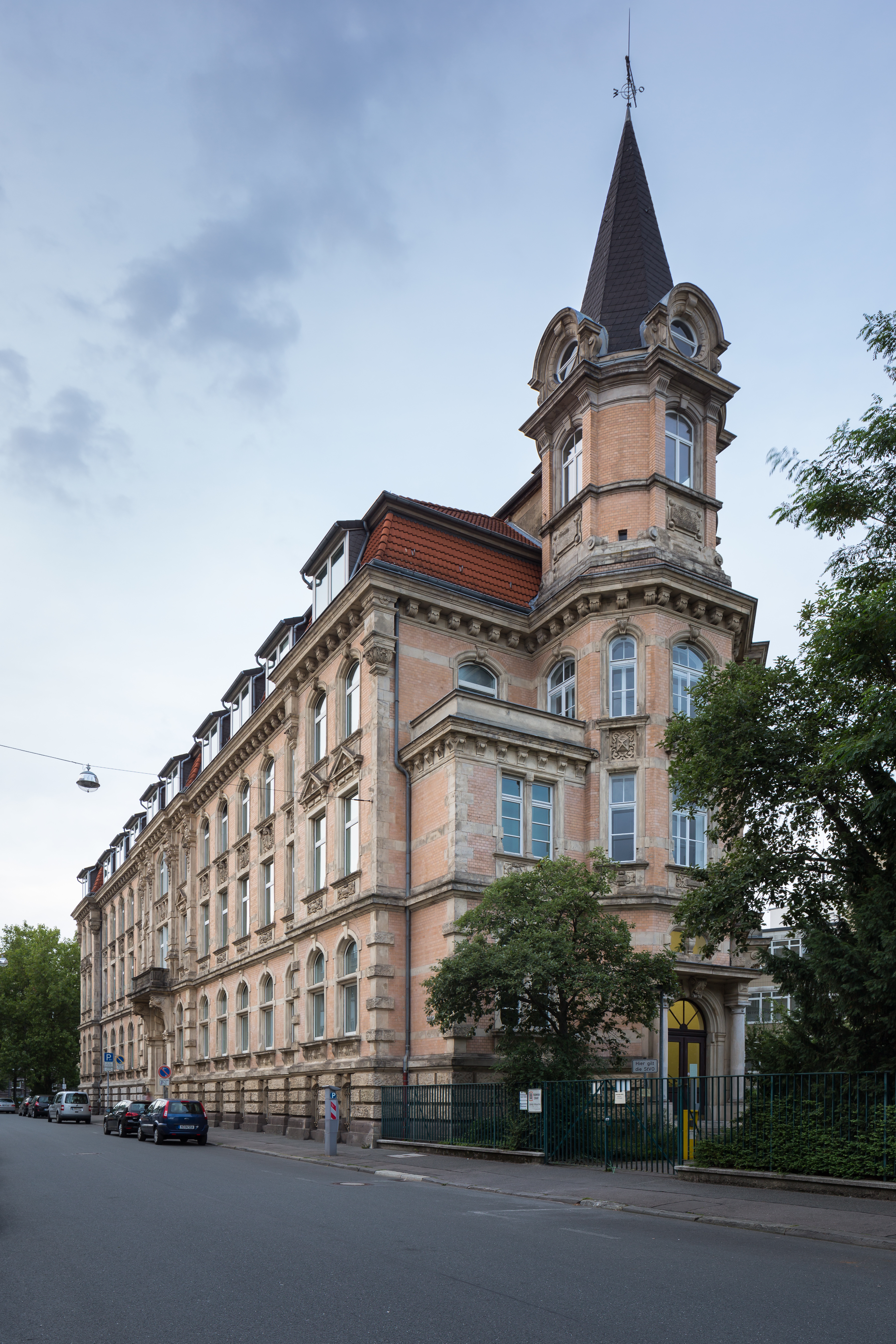
Denkmalgeschütztes Gebäude der ehemaligen Alters-und-Invaliditäts-Versicherungsanstalt, Maschstraße, Hannover

Nach seiner Schulbildung studierte Liebrecht Rechtswissenschaften an der Georg-August-Universität in Göttingen, wo er am 15. Februar 1873 zum Dr. jur. promovierte. 1879 wurde er zum rechtskundigen Senator der Stadt Hannover berufen. Nach der durch den Reichskanzler Otto von Bismarck ins Leben gerufenen Sozialgesetzgebung wirkte Liebrecht ab 1892 bis 1918 als Landesrat sowie als Vorsitzender der Invaliditäts- und Altersversicherungsanstalt Hannover. 1890 war Liebrecht Mitbegründer und von 1890 bis 1902 Vorstandsmitglied im Volksverein für das katholische Deutschland. Zudem war er Mitglied im Beirat der Zentralstelle für Volkswohlfahrt (ZfVW). Liebrecht war einer der wesentlichen Gründer der Misburger Baugenossenschaft.
1902 war Liebrecht in Berlin Teilnehmer der Ersten Internationalen Tuberkulose-Konferenz. Später nahm der mittlerweile zum Geheimen Regierungsrat Ernannte mit Hauptarbeitssitz in der Landesversicherungsanstalt Hannover beispielsweise am XIV. Internationalen Kongress für̈ Hygiene und Demographie in Berlin teil.
Unterdessen hatte Liebrecht bereits 1904 den sogenannten Siebener-Ausschuss der Konferenz der Invaliditätsversicherungsanstalten angeregt, als deren Mitglied er sich dann auch betätigte, wie auch 1908 im sogenannten Elfer-Ausschuss. 1911 regte er die Bildung eines gemeinsamen Konferenzverbands der Invaliditätsversicherungsanstalten sowie des ständigen Ausschusses an, dessen Geschäftsführung er übernahm. In der Folge blieb Liebrecht Mitglied des ständigen Ausschusses des Verbands Deutscher Landesversicherungsanstalten.
Parallel zu seinen vorgenannten Aufgaben engagierte sich Liebrecht ab 1904 als Vorsitzender im Hauptausschuss und von 1908 bis 1914 als Vorstandsvorsitzender des Deutschen Vereins für Wohnungsreform.
Nachdem er 1905 hauptsächlicher Begründer des Landesvereins für Volkswohlfahrt war, übernahm er den Vorsitz der dann Hauptverein für Volkswohlfahrt genannten Organisation mit Sitz in Hannover.
Besondere Verdienste erwarb sich Liebrecht, indem er die Kapitalmittel der damaligen Invalidenversicherungsanstalten zur Förderung des Wohnungsbaus für Arbeiter beziehungsweise für die Wohnungsreform einsetzte. Sein Lebenswerk, sein Engagement für die Wohlfahrt des Volkes, die Armenpflege, die Volksgesundheit und die Fürsorge für die Arbeiterschicht, ist auf sozialpolitischem Gebiet „von großer historischer Bedeutung“ nicht zuletzt für die Landeshauptstadt Hannover. Liebrecht wirkte überregional im Göttinger Spar- und Bauverein, die spätere Wohnungsgenossenschaft, als Vorsitzender der hannoverschen Landesversicherungsanstalt (LVA), die sich unter ihm zum größten Förderer des Kleinwohnungswesen entwickelt hatte, genügend Geldmittel zum Neubau von Wohnungen der Siedlung in der 1914 nach ihm benannten Liebrechtstraße.
1923 ging Liebrecht in Pension. Zwei Jahre später übernahm Martin Frommhold dessen Aufgaben.
In seinem Todesjahr verzeichnete das Adressbuch der Stadt Hannover für 1925 den Wohnsitz Liebrechts in der Meterstraße 46a.

## Ehrungen
- Zum 70. Geburtstages[8] wurde Liebrecht 1920 wegen seines Wirkens auf dem Gebiet der vorbeugenden Hygiene durch die Universität Göttingen zum Dr. med. h. c.(Ehrendoktor) ernannt.
- Ernennung zum Dr. Ing. E. h., 1923 durch die Baufakultät der Technischen Hochschule Hannover für seine Verdienste für das Wohnungswesen, vor allem beim Bau von Arbeiterwohnungen, würdigte[2][3] „in Anerkennung seiner Verdienste um die Entwicklung des Kleinwohnungswesens und um die Förderung der Volksgesundheit.“[11] Inzwischen hatte Liebrecht den Vorsitz der 1922 gegründeten Genossenschaft Niedersächsische Heimstätte übernommen.[12]

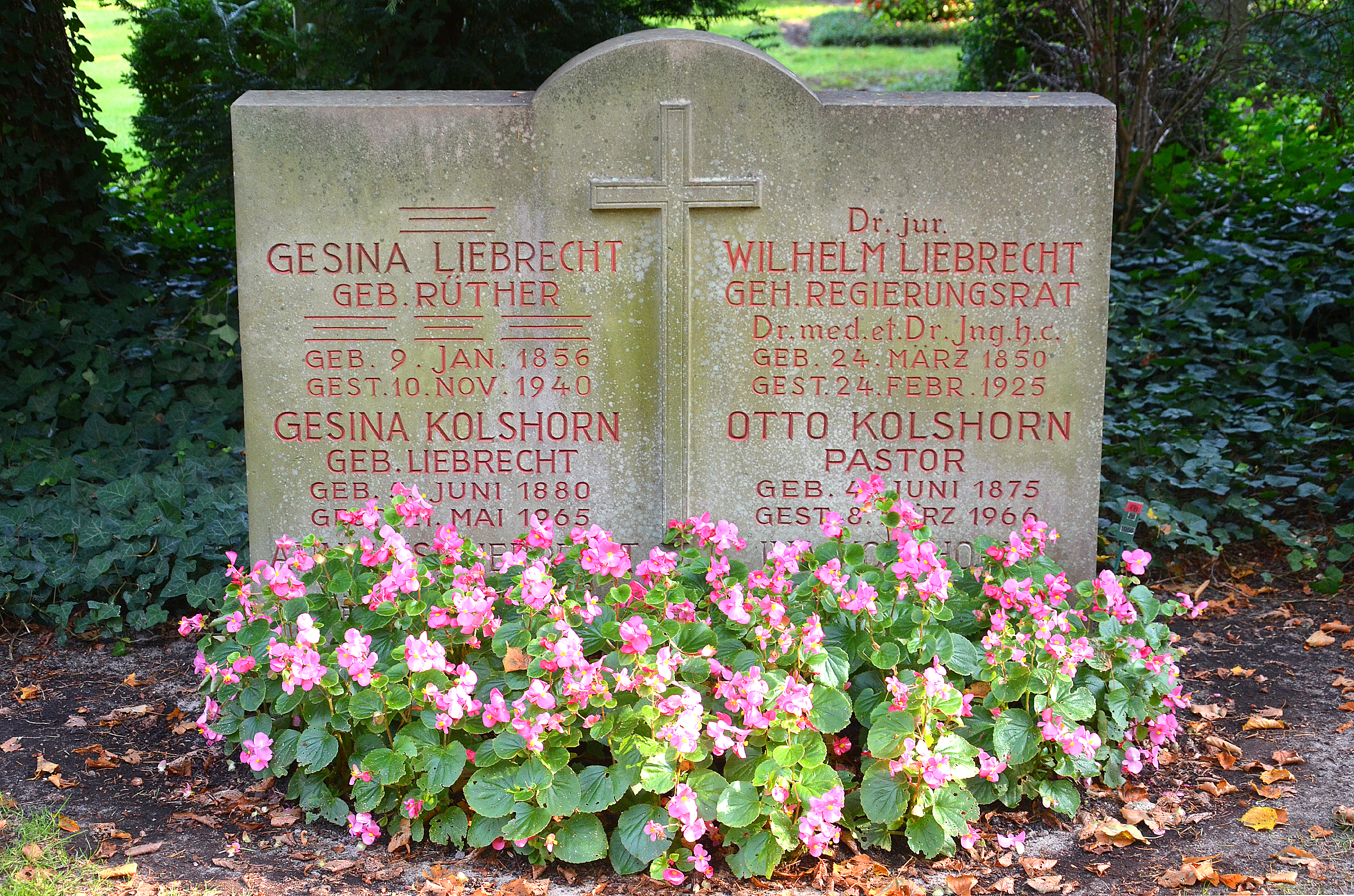
Familiengrabstein: Gesina Liebrecht, geborene Rüther (1856–1940), Pastor Otto Kolshorn (1875–1966) und dessen Ehefrau Gesina, geborene Liebrecht

- Ehrengrab: Liebrecht wurde auf dem Stadtfriedhof Engesohde beigesetzt. Auf Bitten einer Urenkelin wurde die in Abteilung 28, Nummer 1056-58 gelegene Grabstelle 2007 als Ehrengrab in die städtische Ehrenpflege übernommen.[2]
- Liebrechtstraße in Hannover - Misburg (1900)[5]
- Liebrechtstraße in Hannover - Waldheim
- Liebrechtstraße in Bremen - Blumenthal
- Anlage der Liebrechtstraße für die Kleinwohnungssiedlung an der Weender Landstraße in Göttingen (1914)[8]

### Weitere Auszeichnungen
- 1908: Charakter als Geheimer Regierungsrat[1]
- Roter Adlerorden 2. Klasse mit Eichenlaub[1]
- Kronen-Orden II. Klasse mit der Zahl 50[1]
- Wilhelm-Orden[1]
- Lippischer Hausorden II. Klasse[1]
- Verdienstorden (Waldeck) III. Klasse[1]

## Schriften
- Statuten für die Innungs-Schiedsgerichte. Versuch einer Ordnung des Verfahrens vor den Innungs-Schiedsgerichten, Hannover, 1882
- Der Bau von Arbeiterwohnungen mit Hülfe der Invaliditäts- und Altersversicherungs-Anstalt Hannover, 2. Auflage, Hannover und Leipzig: Hahn’sche Hofbuchhandlung, 1893
- Reichshülfe für Errichtung kleiner Wohnungen, Göttingen: Vandenhoeck & Ruprecht, 1900
- Die Förderung des Baues von Wohnungen für landwirtschaftliche Arbeiter durch die Landes-Versicherungsanstalt Hannover, eine Gegenschrift auf die Denkschrift der Landwirtschaftskammer für die Provinz Hannover über die Bestrebungen der Landwirtschaftskammer, die Mittel der Landes-Versicherungsanstalt Hannover in größerem Maße als bislang für den Arbeiterwohnungsbau in der Landwirtschaft zur Verwendung zu bringen, Hannover: Landes-Versicherungsanstalt, [1909]